# Psammophiliella kermanensis
Psammophiliella kermanensis là loài thực vật có hoa thuộc họ Cẩm chướng. Loài này được (Bornm.) Ikonn. miêu tả khoa học đầu tiên năm 1976.